# Chrysorithrum maximowiczi
Chrysorithrum maximowiczi är en fjärilsart som beskrevs av Bremer 1864. Chrysorithrum maximowiczi ingår i släktet Chrysorithrum och familjen nattflyn. Inga underarter finns listade i Catalogue of Life.